# Liste der Biografien/Schmid, K
Liste der Biografien |
Portal Biografien |
K Personensuche
# |
A |
B |
C |
D |
E |
F |
G |
H |
I |
J |
K |
L |
M |
N |
O |
P |
Q |
R |
S |
T |
U |
V |
W |
X |
Y |
Z |
?
 
Sa |
Sb |
Sc |
Sd |
Se |
Sf |
Sg |
Sh |
Si |
Sj |
Sk |
Sl |
Sm |
Sn |
So |
Sp |
Sq |
Sr |
Ss |
St |
Su |
Sv |
Sw |
Sy |
Sz
 
Sca–Sce |
Sch |
Sci–Scz
 
Scha |
Schc |
Schd |
Sche |
Schg |
Schi |
Schj |
Schk |
Schl |
Schm |
Schn |
Scho |
Schp |
Schr |
Schs |
Scht |
Schu |
Schv |
Schw |
Schy
 
Schma |
Schme |
Schmi |
Schmo |
Schmu |
Schmy
 
Schmic |
Schmid |
Schmie |
Schmig |
Schmik |
Schmil |
Schmin |
Schmir |
Schmis |
Schmit
 
Schmida |
Schmidb |
Schmide |
Schmidf |
Schmidg |
Schmidh |
Schmidi |
Schmidj |
Schmidk |
Schmidl |
Schmidm |
Schmidp |
Schmidr |
Schmids |
Schmidt |
Schmid, A |
Schmid, B |
Schmid, C |
Schmid, D |
Schmid, E |
Schmid, F |
Schmid, G |
Schmid, H |
Schmid, I |
Schmid, J |
Schmid, K |
Schmid, L |
Schmid, M |
Schmid, N |
Schmid, O |
Schmid, P |
Schmid, R |
Schmid, S |
Schmid, T |
Schmid, U |
Schmid, V |
Schmid, W |
Schmid, Y
Die Liste der Biografien führt alle Personen auf, die in der deutschsprachigen Wikipedia einen Artikel haben. Dieses ist eine Teilliste mit 30 Einträgen von Personen, deren Namen mit den Buchstaben „Schmid, K“ beginnt.

## Schmid, K

### Schmid, Ka
- Schmid, Karl (1825–1873), Schweizer Opernsänger
- Schmid, Karl (1827–1909), Schweizer Buchhändler und Verleger
- Schmid, Karl (1883–1958), deutscher Politiker (BVP, CSU), MdL Bayern
- Schmid, Karl (1886–1950), österreichischer Lehrer und Politiker
- Schmid, Karl (1907–1974), Schweizer Germanist und HochschullehrerKarl Schmid (1907–1974)

Karl Schmid (1907–1974)

- Schmid, Karl (1910–1998), Schweizer Ruderer und Handballer
- Schmid, Karl (1914–1998), Schweizer Künstler
- Schmid, Karl (1923–1993), deutscher Mediävist
- Schmid, Karl Christian (1787–1852), württembergischer Oberamtmann
- Schmid, Karl Ernst (1774–1852), deutscher Rechtswissenschaftler
- Schmid, Karl Ferdinand (1750–1809), deutscher Rechtswissenschaftler
- Schmid, Karl jun. (1925–2015), deutscher Architekt
- Schmid, Karl Norbert (1926–1995), deutscher Organist, Komponist, Chorleiter und Musikpädagoge
- Schmid, Karl von (1827–1889), Schweizer Politiker
- Schmid, Karl von (1832–1893), deutscher Politiker (DP), MdR und Innenminister
- Schmid, Karlheinz (* 1953), deutscher Journalist
- Schmid, Kaspar (1618–1695), Glarner Landammann und Tagsatzungsgesandter
- Schmid, Kaspar von (1622–1693), kurfürstlich bayerischer Geheimer Ratskanzler
- Schmid, Katharina (* 1996), deutsche Skispringerin
- Schmid, Kathrin (* 1935), Schweizer Schauspielerin

### Schmid, Kl
- Schmid, Klaus-Peter (* 1942), deutscher Journalist und Autor

### Schmid, Ko
- Schmid, Konrad (1476–1531), Schweizer Reformator
- Schmid, Konrad (1510–1558), österreichischer Zisterzienser und Abt
- Schmid, Konrad (1899–1979), Schweizer Maler
- Schmid, Konrad (* 1965), Schweizer reformierter Theologe und Hochschullehrer für Alttestamentliche Wissenschaft und Frühjüdische Religionsgeschichte
- Schmid, Konrad Arnold (1716–1789), deutscher Schriftsteller

### Schmid, Kr
- Schmid, Kristina (* 1972), schwedische Fotografin

### Schmid, Ku
- Schmid, Kuno (* 1955), deutscher Fusionmusiker, Komponist, Arrangeur und Musikproduzent
- Schmid, Kurt (1932–2000), Schweizer Ruderer

### Schmid, Ky
- Schmid, Kyle (* 1984), kanadischer SchauspielerKyle Schmid (* 1984)

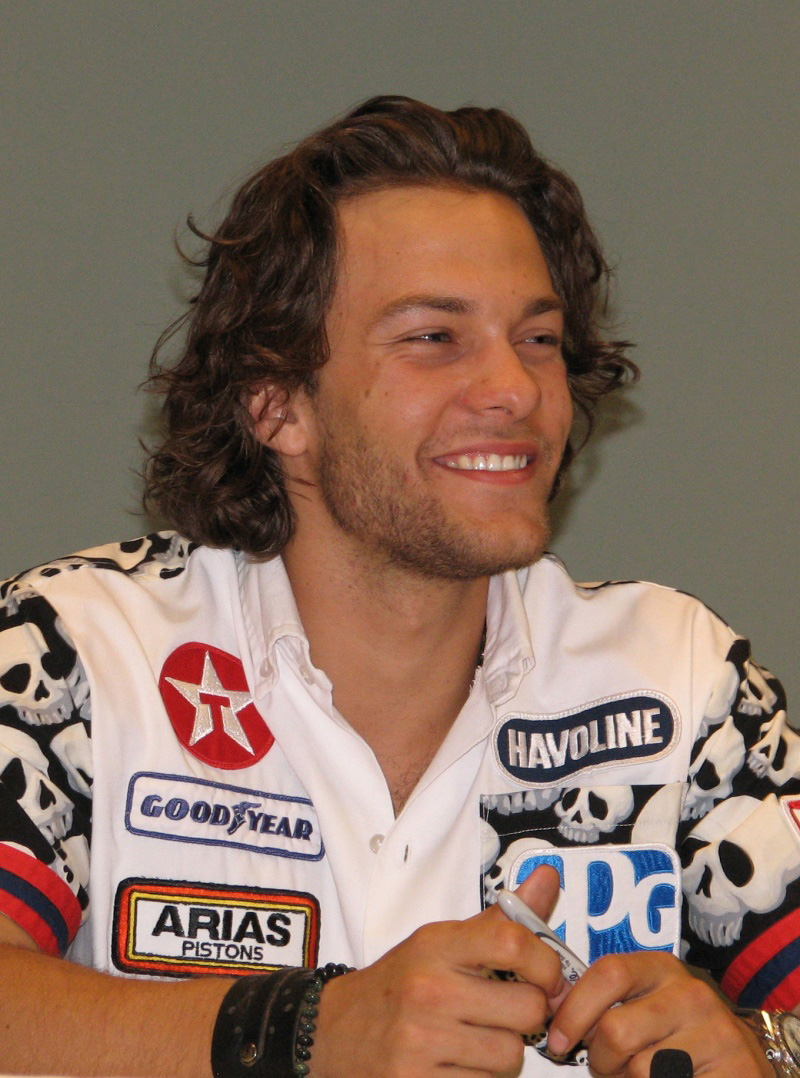
Kyle Schmid (* 1984)